# O Que Diz Molero
O que diz Molero é um romance da autoria de Dinis Machado publicado pela primeira vez em 1977.

## Recepção
O que diz Molero foi o maior sucesso literário de Dinis Machado, tanto junto da crítica como do público, tendo marcado o reinício de um processo crítico sobre a necessidade de nos interrogarmos acerca da identidade portuguesa, bem como os caminhos possíveis para a convivência de uma pluralidade de formas artísticas. A linguagem coloquial, humorada e inventiva, a que não é alheia uma oralidade popular, tenta cristalizar figuras, lugares e imagens de um quotidiano que parece perdido. Sobre este romance de Dinis Machado, afirmou Eduardo Lourenço, que vê na obra um indício das novas relações entre texto contemporâneo e cultura, ou, pelo menos, um exemplo representativo do relevo assumido por "uma nova cultura" que já não recebe da modelação escolar os seus tópicos decisivos tratar-se «de um livro-chave do nosso tempo». António Mega Ferreira considerou-o o «mais importante texto de ficção que se publicou em Portugal nos últimos anos [...] páginas miraculosamente repletas de sinais da mais bela, inteligente e emocionada escrita produzida por um escritor português na década de 70.» E Luiz Pacheco fala de «uma cavalgada furiosa de episódios, uma feira, um tropel de gente, uma festa popular de malucos e malucas, tudo chalado, uma alegria enorme quase insensata, o sentimento nos momentos doloridos mas tudo tão próximo de nós e tão naturalmente reproduzido na escrita.»

## Temática
O que diz Molero conta a história de um rapaz, nunca referido pelo nome próprio, que, depois de ter sobrevivido a todas as aventuras e desventuras de uma infância e adolescência normais a uma criança que vive inserida numa comunidade pobre, enceta uma viagem para procurar compreender quem é e qual o significado da vida. Molero é encarregue por Austin e Mister Deluxe, seus superiores, de se pôr na pele de detective e procurar traçar o itinerário do rapaz. Os relatórios de Molero vão sendo lidos pelos superiores, ponto de partida para a multiplicação de comentários, digressões, histórias contadas pelos interlocutores, por Molero ou pelo rapaz, numa estrutura em mise en abîme através da qual o leitor vai sabendo o que aconteceu ao herói, os vários países por onde foi passando, os livros que foi lendo, as mulheres que foi amando e os amigos que foi fazendo e reencontrando. Pedaços fragmentários de uma vida que nos dão as pistas necessárias para traçar o perfil de alguém que procura um sentido para a existência.

## Adaptação teatral
O que diz Molero teve a sua consagração teatral, numa adaptação feita por Nuno Artur Silva, José Pedro Gomes e António Feio, com música original de Nuno Rebelo e cenários e figurinos de António Jorge Gonçalves, tendo subido pela primeira vez ao palco a 27 de Outubro de 1994, na Sala Estúdio Amélia Rey Colaço - Robles Monteiro do Teatro Nacional D. Maria II. Uma produção que conheceu excelentes críticas e obteve, no ano de estreia, alguns prémios da Associação Portuguesa de Críticos de Teatro. Tudo na narrativa apontava, com efeito, para a sua encenação: a indeterminação do tempo histórico, a redução do espaço a um cenário onde se situam os interlocutores, o encaixe de narradores (um narrador conta o que duas personagens contam sobre o que Molero conta sobre o que o rapaz conta), a eliminação de capítulos, substituídos por espaços brancos que marcam as pausas da conversa, o facto de todas as personagens só existirem enquanto suportes de um discurso, e o facto eminentemente teatral de o conteúdo de O Que Diz Molero se resumir a palavras ditas, fixadas oralmente num tempo presente ou reportadas a um tempo passado, em discurso directo ou indirecto.
- O que diz Molero Lisboa: Bertrand (1977); Edição Comemorativa do 30º. Aniversário da Obra; il. de António Jorge Gonçalves, 31ªed. Lisboa: Bertrand, (2007);

## Traduções
O romance já foi traduzido para seis idiomas: (alemão, búlgaro, castelhano, romeno, francês e checo).
- Castelhano - Lo que dice Molero Trad.: Ángel Crespo. Madrid:  Alfaguara, (1981)
- Francês - Ce que dit Molero Trad.: Ingrid Pelletier, Carlos Baptista. Paris:  Passage du Nord-Ouest (2002)
- Romeno - Ce spune Molero Trad.: Micaela Ghitescu. Bucaresti:  Humanitas (2006)
- Checo - Co tvrdí Molero, Trad.: Vlastimil Váně. Dauphin, Praha (2011)